# تجمع الغارين (تريم)

تعديل مصدري - تعديل

تجمع الغارين هو "تجمع بدوي" في عزلة تريم بمديرية تريم التابعة لمحافظة حضرموت، بلغ تعداد سكانها 49 نسمة حسب تعداد اليمن لعام 2004.